# Lyksborg
Lyksborg (dansk) eller Glücksburg (tysk) er en by og kommune i det nordlige Tyskland, beliggende under Slesvig-Flensborg kreds i delstaten Slesvig-Holsten. Byen er beliggende på sydkysten af Flensborg Fjord nordøst for Flensborg i det nordlige Angel. Byen er især kendt for sit vandslot. Flere top-nazister flygtede til Lyksborg blandt andet Hitlers rustningsminister Albert Speer, der blev arresteret af de allierede den 23. maj 1945 på vandslottet.

## Geografi
Lyksborg ligger umiddelbart nordøst for Flensborg ved Flensborg Fjord. Kommunen omfatter følgende landsbyer og bebyggelser:
- Bogholm (Bockholm)
- Bremsbjerg[1] (Bremsberg)
- Draget (Drei)
- Eskærsand (Iskiersand)
- Holnæs (Holnis)
- Mejervig (Meierwik)
- Rydeled (Rüdeheck)
- Sandvig (Sandwig) med Kildedal (Quellental)
- Skovsende (Schausende)
- Svendå (Schwennau)
- Ulstrupmark (Ulstrupfeld).

Mindre lokaliteter er Jomfrubjerg (Jungfernberg), Keglebjerg (Kegelberg), Midtkobbel (Mittkoppel), Nymark (Neufeld), Ruhetal, Skovdal (Schauental) og Skidenhulvej (Schiedenhohlweg, tidligere Ulnæs).
Der er med Fredskov, Tremmerup Skov og Ville store skovområder nord og syd for byen. Halvøen Holnæs er Tysklands nordligste fastlandspunkt. Tæt på grænsen til Munkbrarup Kommune ligger bakken Vaarbjerg. Mod vest danner Vesbæk (Weesbek) på en strækning grænsen mellem Flensborg og Lyksborg kommuner.

## Historie
Byens historiske udvikling hænger nært sammen med opførelsen af Lyksborg Slot i årene 1582-1587. Slottet blev bygget på ruinerne af Ryd Kloster og var i fem generationer stamsæde for hertugerne af Lyksborg. Senere blev slottet anvendt som kongelig sommerresidens. Da kong Frederik 7. døde barnløs i 1863 på slottet, besteg prins Christian af Slesvig-Holsten-Sønderborg-Lyksborg Danmarks trone som kong Christian 9.. Prins Christian, der var en yngre bror til hertug Carl af Glücksborg, og hans efterkommere, den glücksburgske slægt, har siden da regeret Danmark.
Byens forgænger var den lille landsby Skovby (på tysk Schoby el. Schauby). Senere gik slottets navn over til også at betegne landsbyen. Som navnet Skovby antyder var området dækket af skov, der senere blev ryddet. Ligesom nabobyer Kobøl (nu Kobbelløkke) og Tremmerup var landsbyen allerede opstået i vikingetiden. I kirkelig henseende hørte Skovby og omegnen under Munkbrarup sogn.
Udover at være residensby udviklede Lyksborg sig senere også som handelsby. I 1842 fik byen status som flække (≈handelsplads), som gav kommunen købstadslignende rettigheder. I 1900 blev byen ophøjet til købstad. I løbet af 1800-tallet kom badeturisme til byen og Lyksborg udviklede sig efterhånden også til et populært badested. Byen er siden 1878 anerkendt som kursted og råder over flere badehoteller.
Som led i landboreformerne stiftedes i 1760 i Lyksborg den Kongelige Danske Agerakademi. Akademiet var en af de første danske landboforeninger. I 1801 blev Frederiksgarden (Friedrichsgarde) oprettet. Bygarden blev opkaldt efter den daværende kronprins Frederik, der senere blev til kong Frederik 6. Garden eksisterer den dag i dag og er dermed en af de ældste bygarder i grænselandet.
I 1779 kom Lyksborg og omkringliggende byer som en del af Munkbrarup Herred til Flensborg Amt. Efter nederlaget i krigen 1864 blev byen afstået til Tyskland og kom til den nyoprettede Flensborg kreds. Kommunen er nu en del af Slesvig-Flensborg kreds. I 2008 indgik Lyksborg et forvaltningsfælleskab med nabokommunen Flensborg.
Ved folkeafstemningen i 1920 stemte flertallet af indbyggerne for at forblive i Tyskland. Cirka 10 % stemte for genforening med Danmark. De danske og dansksindede i byen etablerede efterhånden et net af institutioner. Byen råder både over en dansk børnehave, skole og kirke. På skolens store udeområde er der etableret en jernalderlandsby under navnet Lyksborg Historiske Værksted. Her kan eleverne bo, spise og arbejde som man gjorde det i jernalderen.
Hverdagssproget i området var op til 1900-tallet dansk (sønderjysk). Den angeldanske variant i byen blev også omtalt som Lyksborgdialekten (Glücksburger Dialekt) . Kirke-og skolesproget i det sydlige Slesvig var ellers standardtysk og til tider også rigsdansk. I området tales nu overvejende standardtysk, men også nedertysk og sydslesvigdansk.
Byen forveksles til tider med Glückstadt i Holsten. Forvirringen er ikke blevet mindre af at slottet i Glückstadt (opført 1630, nedrevet 1710), kaldtes Glücksburg. Den dansk-norske politiker Lorentz Johannsen (1769-1837) kom fra Lyksborg. Johannsen blev senere medlem af det norske Storting.

## Politik
Lyksborg byråd (Stadtvertretung) består af 25 medlemmer. Ved seneste kommunalvalg i maj 2023 vandt byens CDU 30,9 % af stemmerne og 8 mandater, De Grønne fik 25,3 % og 6 mandater, SSW 23,0 % og 6 mandater, SPD 11,5 % og 3 mandater og FDP 9,3 % og 2 mandater. Valgdeltagelse i Lyksborg lå på 54,0 %.

## Kultur og seværdigheder
Byens største attraktion er borgen Lyksborg Slot fra 1582, der er det historiske udgangspunkt for den nuværende danske regentfamilie der tilhører fyrstehuset Glücksburg. Slottet var kongehusets sommerresidens i årene 1854-64.
Ved siden af slottet findes der en stor rosenhave med cirka 800 sorter i det tidligere slotsgartneri, et planetarium og energicentret artefact. Byens svømmehal blev i 2007 omfattende moderniseret. Hallen blev nu markedsført under navnet Fördeland-Therme. I byen er der mange historisk interessante bygninger, såsom Kroneapoteket i Rådhusgade fra 1622, og Magdalene-gården i Flensborggade. Af regelmæssige arrangementer kan nævnes byens fjordløb og triatlonen OstseeMan.
Ved siden af det historiske slotskapel findes en dansk kirke (Lyksborg danske Kirke, bygget i 1954), en tysk kirke (Opstandelseskirke, bygget i årene 1963 til 1965) samt en katolsk kirke (Sankt Laurentius, bygget i 1964) i byen.
Lyksborg er siden 1878 kursted og er i dag et meget besøgt badested. Lyksborg har mange skove og en 20 km stor strand. I bydelen Holnæs findes store klinter. Hvert år besøger omkring 40.000 mennesker Lyksborg.

## Galleri
- Lyksborg slot
- Strandhotellet
- Kroneapoteket i Rådhusgade fra 1622
- Skovfogedhuset
- Den ved Flensborg Fjord beliggende skov Ville (Vilde)
- Dansk soldatergrav fra 1. Slesvigske krig på Lyksborg gl. Kirkegård på Dambjerg
- Holnæs nordspids

## Kendte
- Lorentz Johannsen (1769-1837), dansk-norsk politiker, medlem af det norske Storting.
- Carl von Wimpffen (27. december 1802 - 4. april 1839), dansk herredfoged og publicist
- Ferdinand von Wimpffen (31. marts 1805 – 31. januar 1892 i Roskilde), dansk forstmand
- August Thomsen (3. september 1815 i Lyksborg - 5. september 1886 i København), dansk kunstmaler
- Niels Hjort (8. juni 1862 i Lyksborg - 7. november 1917 i København), dansk teolog og skoledirektør